# روحية خالد
روحية خالد (13 يناير 1918 - 6 مايو 1990)، ممثلة مصرية.

## عن حياتها
التحقت بمعهد التمثيل الذي أنشئ عام 1931، عملت في فرقى رمسيس لفترة طويلة ابتداءً من عام 1935، ثم انتقلت بين الفرق المسرحية الخاصة وفي النهاية عملت في المسرح القومي، تخرجت على يد الفنان زكي طليمات في معهد التمثيل. تزوجت من أحمد بدرخان، ثم من مستشرق بريطاني ومن مؤلف كبير.

## أعمالها

### الأفلام
- الدفاع.
- للحب قصة أخيرة.
- الخطيئة.
- كباريه الحياة.
- ومضى قطار العمر.
- ذئاب على الطريق.
- نحن لا نزرع الشوك.
- شنبو في المصيدة.
- حكاية نص الليل.
- المعجزة.
- بين الأطلال.
- عواطف.
- الجريمة والعقاب.
- شبح نص الليل.
- الأحدب.
- هدمت بيتي.
- شمعة تحترق.
- الفلوس.
- نداء الدم.
- الزلة الكبرى.
- على مسرح الحياة.
- أولاد الفقراء.
- العريس الخامس.
- ابن الصحراء.
- حياة الظلام.
- أجنحة الصحراء.
- سلامة في خير.
- سلوى.
- ثمرة الجريمة.
- السجينة رقم 17
- حل يرضي جميع الأطراف.
- 1988 انا وانت وساعات السفر

### المسرحيات
- نسوان وظاويظ.
- أولاد الفقراء.
- بيومي أفندي.

## روابط خارجية
- روحية خالد على موقع IMDb (الإنجليزية)
- روحية خالد على موقع الدهليز
- روحية خالد على موقع قاعدة بيانات الأفلام العربية
- روحية خالد على موقع قاعدة بيانات الفيلم (الإنجليزية)